# Węglewo (województwo pomorskie)
Węglewo (kaszub. Wãglewò, niem. Marienhütte) – osada w Polsce położona na Pojezierzu Bytowskim, w województwie pomorskim, w powiecie bytowskim, w gminie Miastko, przy trasie drogi krajowej nr 20 ze Stargardu do Gdyni.
W latach 1975–1998 miejscowość administracyjnie należała do województwa słupskiego.